# Neotephria ramularia
Neotephria ramularia är en fjärilsart som beskrevs av Butler 1889. Neotephria ramularia ingår i släktet Neotephria och familjen mätare. Inga underarter finns listade i Catalogue of Life.